# Tiberius Minucius Augurinus
Tiberius Minucius Augurinus († vermutlich 305 v. Chr.) war ein Mitglied des römischen Geschlechts der Minucier und 305 v. Chr. Konsul.

## Leben
Von der Laufbahn des Tiberius Minucius Augurinus ist nur bekannt, dass er 305 v. Chr. das Konsulat gemeinsam mit Lucius Postumius Megellus bekleidete. Die darüber berichtenden Historiker Titus Livius und Diodor geben nur das Pränomen und den Gentilnamen des Minucius an; und da ferner von den Fasti Capitolini nur der Anfang von Minucius’ Namen erhalten ist, kann dessen Cognomen Augurinus nur einer spätantiken Fastenliste, dem Chronographen, entnommen werden. Er ist der Ahnherr des plebejischen Zweigs der Minucier und deren erster Vertreter, der das höchste römische Staatsamt innehatte.
Beide Konsuln kämpften 305 v. Chr. in der letzten Phase des Zweiten Samnitenkrieges gegen die Samniten, doch weichen der kürzere Bericht des Diodor und der längere des Livius voneinander ab. Ferner verwendete Livius in seiner Darstellung des Feldzugs von 305 v. Chr. zwei Quellen, die ebenfalls in mehreren Punkten differierten. Laut Diodor besiegten die Römer zuerst die Paeligner. Die Samniten fielen in den Ager Falernus in Nord-Kampanien ein, woraufhin die – bei Diodor stets gemeinsam kämpfenden – Konsuln gegen sie zogen. In einer ersten Feldschlacht waren die Konsuln erfolgreich und nahmen mehr als 2000 feindliche Kämpfer gefangen. Dann gelang ihnen die Eroberung einer von Diodor Bola genannten Stadt (welcher Name wohl in Bovianum zu verbessern ist). Als nun der Samnitenführer Gellius Gaius (der wohl mit dem von Livius genannten Statius Gellius zu identifizieren ist) mit 6000 Soldaten erschien, verlor er gegen die Konsuln und fiel den Römern in die Hände. Den Abschluss des Feldzuges bildete die römische Rückeroberung von drei bundesgenössischen Städten, darunter Sora.
Laut Livius griffen die Samniten nicht den Falernergau, sondern den benachbarten Ager Stellas an. Daraufhin rückten beide Konsuln gegen Samnium vor, doch trennten sie sich gemäß der livianischen Darstellung, wobei Minucius gegen Bovianum und Postumius gegen Tifernum zog. Letzterer errang entweder einen großen Sieg oder lieferte den Samniten nur eine unentschiedene Schlacht. Danach vereinigten beide Konsuln wieder ihre Truppen, siegten in einer zweiten Schlacht glänzend gegen ihre Feinde und nahmen den samnitischen Heerführer Statius Gellius und viele weitere Kriegsgegner gefangen. Die eine von Livius herangezogene Quelle gab an, dass beide Konsuln kurz danach Bovianum erstürmten und gemeinsam einen Triumph feierten. Dagegen berichtete die andere livianische Quelle, dass Minucius in der Schlacht schwer verletzt wurde und im Lager verstarb sowie dass der nachgewählte Suffektkonsul Marcus Fulvius Curvus Paetinus Bovianum eroberte. Auch laut den Fasti Capitolini wurde Fulvius an Stelle von Minucius Suffektkonsul, und die Triumphalakten verzeichnen einen Triumph des Fulvius über die Samniten. Diese beiden letztgenannten Quellen stimmen also zum Nebenbericht des Livius vom Tod des Minucius nach der Schlacht bei Bovianum.